# Przetycz (stacja kolejowa)
Przetycz – stacja kolejowa Polskich Kolei Państwowych obsługiwana przez Koleje Mazowieckie. Stacja znajduje się we wsi Stare Bosewo, w gminie Długosiodło, w powiecie wyszkowskim. Według klasyfikacji PKP ma kategorię dworca lokalnego.

## Ruch pasażerski
| Rok  | Wymiana pasażerska na dobę |
| ---- | -------------------------- |
| 2017 | 20-49                      |
| 2022 | 150-199                    |

Stacja kolejowa posiada budynek poczekalni (do 2008 roku z kasą biletową) oraz dwie nastawnie: dysponującą - Pt oraz wykonawczą - Pt1. Przy stacji znajdował się również magazyn przy rampie rozładunkowej (obecnie zdewastowany). Zainstalowane na niej są semafory kształtowe. W 2009 roku pokryto perony kostką chodnikową.
Na przełomie stycznia i lutego 2019 PKP podpisały z konsorcjum firm Heli Factor i Merx umowę na budowę tzw. innowacyjnego dworca systemowego w formie półotwartej poczekalni ogrzewanej promiennikami osłony. Obiekt oddano do użytku na przełomie listopada i grudnia 2023.